# Gabor Vernon
Leslie Gabor Vernon (* 1925; † 23. April 1985 in London) war ein britischer Schauspieler.
Vernon spielte in den 1970er und 1980er Jahren Nebenrollen in einigen Kinofilmen und mehreren britischen Fernsehserien. Dabei verkörperte er meiste noble Gentlemen, häufig in gehobener sozialer Stellung. Zu seinem Rollentypus gehörten Diplomaten, Botschafter, Wissenschaftler, Ärzte und Höflinge. In einigen seiner Kinorollen wurde er jedoch nicht in den Credits erwähnt.
Vernon wirkte in zwei James-Bond-Filmen mit: 1973 als ungarischer Diplomat in Leben und sterben lassen und 1983 als Russe Borchoi in James Bond 007 – Octopussy. In Octopussy spielte er einen Kurator und Kunstexperten in der Leningrader Eremitage, der den Stern der Romanows (im Original-Drehbuch Romanov star), ein Fabergé-Ei, zu Boden wirft, nachdem er erkannt hat, dass es sich um eine Fälschung handelt.
1978 spielte er an der Seite von Kabir Bedi einen Höfling in dem märchenhaften Abenteuerfilm Der Dieb von Bagdad. In der US-amerikanischen Miniserie Holocaust – Die Geschichte der Familie Weiss verkörperte er die Rolle des Rabbi Samuel.  1980 spielte er unter der Regie von Peter Greenaway einen Übersetzer in dessen Film The Falls. Seine letzte Rolle war 1985 der Juwelier in dem Historiendrama Lady Jane – Königin für neun Tage.

## Filmografie
- 1971: Jason King (Fernsehserie, 1 Folge)
- 1973: Jack the Ripper (Miniserie)
- 1973: Leben und sterben lassen (Live and Let Die)
- 1973: Kein Pardon für Schutzengel (The Protectors; Fernsehserie, 1 Folge)
- 1974: Colditz (Fernsehserie)
- 1977: Der Auftrag (Uppdraget)
- 1977: Mit Schirm, Charme und Melone (The New Avengers; Fernsehserie, 1 Folge)
- 1978: Der Dieb von Bagdad (The Thief of Baghdad)
- 1978; 1979: Die Profis (The Professionals; Fernsehserie, 2 Folgen)
- 1978: Holocaust – Die Geschichte der Familie Weiss (Holocaust)
- 1980: Journeys from Berlin/1971
- 1980: The Falls
- 1980: Oppenheimer (Fernsehserie)
- 1982: Whoops Apocalypse (Fernsehserie)
- 1982: The Brack Report (Fernsehserie)
- 1983: James Bond 007 – Octopussy (Octopussy)
- 1986: Lady Jane – Königin für neun Tage (Lady Jane)